# The Answer
The Answer es una banda norirlandesa de hard rock con claras influencias del blues formada en el año 2000. El grupo ha sido comparado con el grupo canadiense Rush.

## Historia
Originarios de Newcastle (Inglaterra) y Downpatrick en el norte de Irlanda esta banda se presenta con su álbum de debut Rise editado en junio del 2006 vendiendo 30.000 copias en el Reino Unido y Europa, 10.000 en un día en Japón y 100.000 en todo el mundo. Fueron el acto de apertura para los conciertos de AC/DC en su gira 2009/2010 llamada "Black Ice Tour".

## Integrantes
- Cormac Neeson - Voz
- Paul Mahon - Guitarra
- Micky Waters - Bajo
- James Heatley - Batería

## Discografía

### Álbumes de estudio
- Rise (2006)
- Everyday Demons (2009)
- Revival (2011)
- New Horizon (2013)
- Raise A Little Hell (2015)
- Solas (2016)
- Sundowners (2023)

### Recopilaciones y álbumes en vivo
| Álbum                          | Fecha de lanzamiento |
| Rise: Special Edition          | 18 de junio de 2007  |
| Live at Planet Rock Xmas Party | 6 de octubre de 2008 |

### DVD
| DVD                              | Fecha de lanzamiento |
| Untitled DVD from Black Ice Tour | 2011                 |

### Sencillos y EP
| Single/EP                                               | Fecha de lanzamiento    | Lista de canciones | Notas                |
| Breakdown Honey EP                                      | 2002                    | L.I.V.I.N., Wake Up, Downtown                                                                                         | Auto producido       |
| End Your Day On A High EP                               | Enero de 2003           | Tonight, Always, Song For The People                                                                                  | Auto producido       |
| Come On Free Me EP                                      | Enero de 2003           | Keep Believin', No Questions Asked, New Day Rising, Be What You Want                                                  | Auto producido       |
| Rise                                                    | Marzo de 2004           | Rise, Rise - versión acústica                                                                                         | Auto producido       |
| Keep Believin'                                          | 18 de julio de 2005     | Keep Believin', So Cold, No Questions Asked, Be What You Want, Keep Believin' Club Mix Keep Believin', New Day Rising | EP, CD 7"            |
| Never Too Late                                          | 14 de noviembre de 2005 | Never Too Late, Rock Bottom Blues, Never Too Late Instrumental, Keep Believin - Video Never Too Late, Some Unity      | EP, CD 7"            |
| Into the Gutter                                         | 29 de mayo de 2006      | Into the Gutter, Take It Easy Into the Gutter, Only The Strong Survive, Take It Easy, Into The Gutter Instrumental    | Descarga digital, 7" |
| Under the Sky                                           | 1 de octubre de 2006    | Under the Sky, I Won't Let You Down, Doctor [Live Session], Under the Sky Video                                       | Descarga digital     |
| Come Follow Me                                          | 18 de diciembre de 2006 | Come Follow Me, Preachin' (Acústica), So Cold (en vivo)                                                               | Descarga digital     |
| Be What You Want                                        | 17 de marzo de 2007     | Be What You Want, Sweet Emotion, Into The Gutter [Acústica]                                                           | Descarga digital     |
| Never Too Late                                          | 11 de noviembre de 2008 | Never Too Late, Highwater or Hell, The Doctor, Come Follow Me (en vivo en Japón)                                      | EP, CD/DVD           |
| On and On                                               | 22 de febrero de 2009   | On and On, Pride (Acústica), Demon Eyes (en vivo)                                                                     | Descarga digital     |
| Tonight Promocionado durante el Black Ice Tour de AC/DC | 21 de julio de 2009     | Tonight, Demon Eyes Tonight, Tonight (Acústica), Dead of the Night (en vivo)                                          | Descarga digital     |
| Comfort Zone                                            | 29 de noviembre de 2009 | Comfort Zone (Radio Edit), Here to Stay, Comfort Zone (Acoustic)                                                      | Descarga digital     |